# 三菱ロジスネクスト

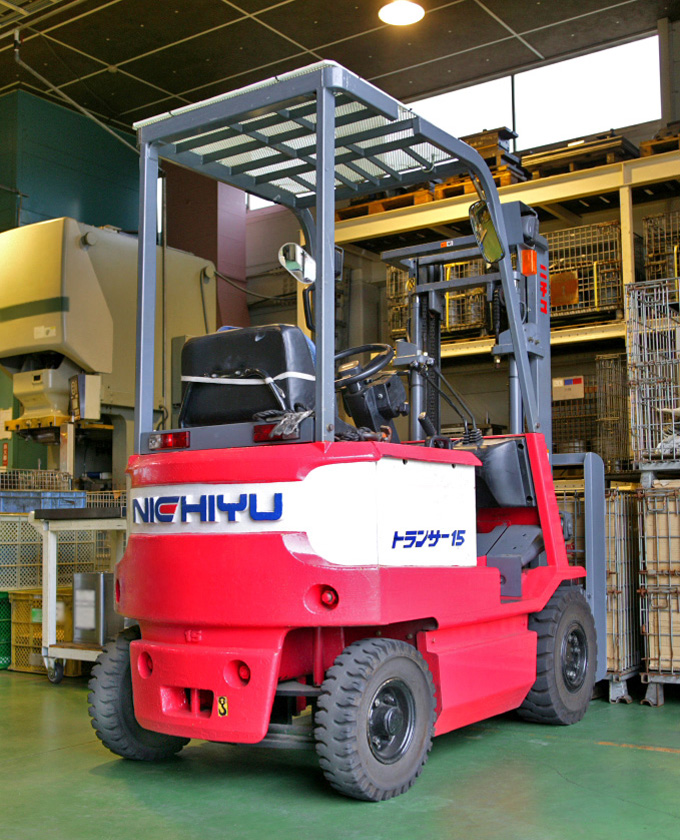
トランサー FB15（旧型）

三菱ロジスネクスト株式会社（みつびしロジスネクスト、Mitsubishi Logisnext Co., Ltd.）は、京都府長岡京市に本社を置き、バッテリー式フォークリフトなどの産業機器を製造する会社であり、三菱重工業グループに属する。旧社名は日本輸送機株式会社。東証スタンダード市場TOP20の構成銘柄の一つである。

## 概要
バッテリーフォークリフト、エンジンフォークリフト、搬送用ロボット、自動倉庫、WMS等の物流システム商品等を展開するメーカー。同社製品は「ニチユ」等のブランドで知られている。なお、日本輸送機株式会社は国内で初めてバッテリーフォークリフトを開発した会社である。
2013年4月1日に、三菱重工業のフォークリフト事業を会社分割により承継するとともに、商号をニチユ三菱フォークリフト株式会社に変更した。また会社分割の対価として株式を三菱重工業に交付することにより、三菱重工業は議決権比率の49.4%を有することとなり、実質支配力基準により親会社となった。
2017年1月1日には、持分法適用関連会社としていたユニキャリア株式会社を完全子会社化。同時に当社株式について、三菱重工業は完全子会社の三菱重工フォークリフト&エンジン・ターボホールディングスを通じた議決権比率を50.9%に引き上げた。
2017年5月12日にユニキャリアとの経営統合が発表され、同年10月1日付でユニキャリアから販売部門以外の全事業を吸収分割で譲受すると同時に、商号も三菱ロジスネクスト株式会社へ変更した。本社は従来通り京都府長岡京市に置かれる。ユニキャリア株式会社はロジスネクストユニキャリア株式会社へ商号変更され、三菱ロジスネクスト製品の販売会社となった。前身企業由来の「ニチユ」「三菱」「TCM」および「ユニキャリア」の各ブランドも引き続き製品分野別に使われる。
フォークリフトの業界シェアでは、国内で第2位、世界で第3位グループに位置する（2013年時点）。
三菱重工業が三菱金曜会と三菱広報委員会の会員企業であることから三菱グループに属する一方、ユニキャリアが三和グループに属していたため、合併当時は三和グループ所属企業によって構成されるみどり会にも加盟していたが、こちらは2019年4月に脱退した。

## 沿革
- 1921年（大正10年）6月 - 個人経営日本輸送機製作所創立。
- 1935年（昭和10年）3月 - 株式会社日本輸送機製作所に改組。
- 1937年（昭和12年）8月4日 - 株式会社日本輸送機製作所を継承し、日本輸送機株式会社設立。
- 1939年（昭和14年）12月 - 日本最初のバッテリーフォークリフトを八幡製鐵所に納入。
- 1958年（昭和33年）7月 - 日本最初のリーチ式フォークリフト「プラッター」を発売。
- 1961年（昭和36年） - 東京証券取引所2部、大阪証券取引所2部、京都証券取引所上場。
- 1970年（昭和45年） - 国産初の独自開発による無人搬送用車「ムジンカー」を開発・納入。
- 1971年（昭和46年） - 東京証券取引所1部、大阪証券取引所1部上場。
- 1985年（昭和60年） - 世界初の防爆型無人搬送車を開発、納入。
- 1990年（平成2年）- ニチユオーストラリア設立。
- 1991年（平成3年）- 滋賀県蒲生郡安土町に滋賀事業所（現・安土工場）が完成。
- 1992年（平成4年）- ニチユアジア（シンガポール）、ニチユヨーロッパ（オランダ）設立。
- 1993年（平成5年）- ニチユアジア（マレーシア）設立。
- 1994年（平成6年）- ニチユシンガポール設立。
- 1996年（平成8年）- ニチユアジア（タイ）設立。
- 1997年（平成9年）- 上海ニチユフォークリフト製造有限公司設立。
- 1998年（平成10年）- ニチユフォークリフト（上海）有限公司設立。
- 2007年（平成19年）- 三菱重工業が第三者割当増資を引き受け、同社の関連会社となる。
- 2009年（平成21年）- 三菱重工業と共同で販売部門会社（ニチユMHIフォークリフト株式会社）を設立し、国内販売・サービス網を再編（国内地域会社9社）。
- 2013年（平成25年）- 三菱重工業のフォークリフト事業を会社分割により承継し、ニチユ三菱フォークリフト株式会社に商号変更。三菱重工業の子会社となる。
- 2016年（平成28年）
  - 1月1日 - ニチユMHIフォークリフト株式会社を吸収合併。
  - 3月 - 三菱重工業が、保有する全株式を完全子会社の三菱重工フォークリフト&エンジン・ターボホールディングス株式会社へ譲渡。
  - 3月31日 - 同業他社のユニキャリアの親会社であるユニキャリアホールディングス（2016年7月にユニキャリアへ吸収合併）の株式を、三菱重工業の子会社である三菱重工フォークリフト&エンジン・ターボホールディングスが65%、当社が35%取得。ユニキャリアホールディングスは三菱重工業の子会社となるとともに、当社の持分法適用関連会社となる[10][11]。
- 2017年（平成29年）
  - 1月1日 - 三菱重工フォークリフト&エンジン・ターボホールディングスが保有していたユニキャリアの株式を全て取得し、同社を完全子会社化。三菱重工フォークリフト&エンジン・ターボホールディングスは種類株式の普通株式取得請求権を行使し、当社株式の議決権比率を50.9%に引き上げ[12][13]。
  - 5月12日 - ユニキャリアから販売部門以外の事業を吸収分割によって譲受することを発表[14]。
  - 9月15日 - 臨時株主総会にて、ユニキャリアとの経営統合並びに商号の三菱ロジスネクスト株式会社への変更を決議[15]。
  - 10月1日 - ユニキャリアと経営統合。ユニキャリアから販売部門以外の事業を吸収分割で譲受すると同時に、商号を三菱ロジスネクスト株式会社へ変更[16]。
- 2020年（令和2年）
  - 4月1日 - 親会社である三菱重工フォークリフト&エンジン・ターボホールディングス株式会社が三菱重工業に吸収合併され、直接の親会社が三菱重工業となる。
  - 10月1日 - ロジスネクストユニキャリアを含む国内販売会社11社を再編し新たに設立した9社に承継、不動産管理事業のみが残った11社を吸収合併[17]。
- 2024年（令和6年）7月 - Gaussy株式会社と資本提携契約を締結[18]。

## 主な製品
- フォークリフト（リーチ型バッテリーフォークリフトの代名詞「プラッター」が有名。バッテリー式は主に「ニチユ」ブランド、エンジン式は「三菱」・「TCM」・「ユニキャリア」ブランドを使用）
- 無人搬送システム（ムジンカー、レーザー誘導方式無人フォークリフト「プラッターオート」等）
- 自動倉庫システム（CASPACK等）
- スキッドステアローダー（TCMブランドを使用）
- ショベルローダー（TCMブランドを使用）
- 牽引車（ターレットトラック、トーイングトラクター、小型牽引車など。ニチユブランドを使用）
- 港湾荷役システム（リーチスタッカー、ストラドルキャリア、トランスファークレーンなど。TCMブランドを使用）
- 製鉄・造船物流システム（走行台車、牽引車、スラグダンプ、ベルトコンベア式ローダなど。TCMブランドを使用）
- 専用線・構内作業用の小型貨車移動機・ディーゼル機関車・バッテリー機関車・軌陸両用車両牽引車・モノレール工作車
- 産業用機械（巻取機等）

## 国内拠点
- 本社・京都工場 - 京都府長岡京市東神足2-1-1
- 滋賀工場 - 滋賀県近江八幡市長光寺町578
- 安土工場 - 滋賀県近江八幡市安土町西老蘇8-1
- 東日本統括部 - 東京都大田区平和島6-1-1　東京流通センタービル9F
- オンサイト研修センター - 埼玉県北葛飾郡杉戸町大字本郷576
- 羽生工場 - 埼玉県羽生市小松台2-705-24

## 関連会社
- グローバルコンポーネントテクノロジー株式会社
- ロジスネクストハンドリングシステムズ株式会社
- ニチユマシナリー株式会社
- ニチユビジネスサービス株式会社
- ロジスネクスト北海道株式会社
- ロジスネクスト東北株式会社
- ロジスネクスト東京株式会社
- ロジスネクスト中部株式会社
- ロジスネクスト関信越株式会社
- ロジスネクスト近畿株式会社
- ロジスネクスト中国株式会社
- ロジスネクスト四国株式会社
- ロジスネクスト九州株式会社
- Gaussy株式会社